# HREパフォーマンスホイール
HREパフォーマンスホイール（HRE Performance Wheels）は、カリフォルニア州サンディエゴ近郊のビスタに拠点を置く、自動車部品サプライヤーである。主に高級車向けの鍛造アルミホイールを製造している。 

## 概要
HREは1978年にジーン・ハウエル（Gene Howell）によってハウエル・レーシング・エンタープライズ（Howell Racing Enterprises）として設立された。
HREは70年代にスタートした当初より、赤地のシールドに白のスイスクロスを組みあわせたデザインをロゴに採用している。これはHREの製品に欧州のイメージを持たせるためといわれている。
設立当初はフォーミュラ・アトランティックのフォーミュラカー（マツダプロシリーズ、ボッシュ スーパービーなど）のホイールのカスタムモジュールホイールのデザインを中心に活動していた。
1982年より市販車向けアルミホイールの自社販売を開始。レースで培った経験を生かし、アメリカ企業で初の3ピースアルミホイールを製造したメーカーとなった。
1985年より鍛造ホイールの製作を開始。当初は日本のホイール業者に製造委託し、製作したホイールをアメリカへ輸入していた。
1990年代より、スーパーカー製造メーカーベクター・エアロ・モーティブ向けのホイールを設計、OEM製造し提供した。この頃より完全自社製造となり、TUV、JWL、SAEの品質基準を採用している。
1988年頃、創業者であるハウエルはHREを売却した。現社長のアラン・ペルチェは創業者一族の関与を薄めている。